# 9079 Gesner
A 9079 Gesner (ideiglenes jelöléssel 1994 PC34) a Naprendszer kisbolygóövében található aszteroida. Eric Walter Elst fedezte fel 1994. augusztus 10-én.